# Karl McCartney (homme politique)
Karl Ian McCartney (né le 25 octobre 1968) est un homme politique britannique. Il est député conservateur de Lincoln. Il est élu pour la première fois aux élections générales de 2010 et représente la circonscription jusqu'à ce qu'il soit battu par Karen Lee des travaillistes aux élections générales de 2017,. Il est réélu aux élections générales de 2019 et à nouveau battu en 2024.

## Jeunesse et carrière
McCartney est né à l'hôpital St Catherine de Birkenhead en octobre 1968 de John McCartney et Brenda Weir. Il fréquente la Birkenhead School de 1980 à 1986, avant de rejoindre la sixième année de la Neston County Comprehensive School. Il étudie la géographie au St David's University College de Lampeter (aujourd'hui Université du Pays de Galles, Lampeter) de 1988 à 1992. À Lampeter, il est président du syndicat étudiant de 1991 à 1992 et est capitaine de l'équipe de football First XI des universités galloises de 1990 à 1991. Il travaille ensuite à la City de Londres. De 1993 à 1996, il est agent et chercheur pour le Bureau central conservateur. Il est directeur d'école depuis 1995. En 1999, il obtient un MBA de la Kingston Business School, devenant également magistrat. Il est juge de paix à Dartford, Maidstone, puis Lincoln.

## Carrière parlementaire
McCartney est élu au parlement en tant que député de Lincoln lors des élections générales de 2010, évinçant la titulaire du parti travailliste Gillian Merron,. Il prononce son premier discours le 12 juillet, où il expose sa vision de ce qu'il souhaite réaliser en tant que député, lors du débat sur l'impôt sur les sociétés.
En 2012, McCartney est élu par des collègues députés conservateurs à l'exécutif de l'influent comité 1922 et du comité restreint des transports, puis après les élections générales de 2015, il est réélu aux mêmes postes. En tant qu'éminent militant de Leave, il est élu par ses collègues en tant que membre du comité restreint de sortie de l'Union européenne (connu familièrement sous le nom de «comité Brexit») et mène la campagne dans le Grand Lincolnshire lors du Référendum sur l'appartenance du Royaume-Uni à l'Union européenne.
McCartney s'oppose à l'idée du mariage homosexuel, arguant dans une réponse de 2012 à la lettre d'un électeur sur la question qu'il pensait que cela conduirait ensuite à « des mariages multipartenaires … [et] à une réduction de l'âge autorisé du mariage" ,,.

## Vie privée
En 1999, McCartney épouse Cordelia Pyne. Le couple a deux fils.